# 河野法雲
河野 法雲（こうの ほううん、1867年（慶應3年） - 1946年（昭和21年））は日本の僧。

## 生涯
1867年（慶應3年）、美濃国羽栗郡円城寺村（現在の岐阜県羽島郡笠松町）の河野稱名寺で、寺族として生まれる。
真宗大学教授を経て、1934年（昭和9年）に大谷大学学長に就任。
1935年（昭和10年）に論文「宗祖聖人の神祇観」を発表し、「神祇不拝の教え」を明確にした。その論文が「教義上不穏当な箇所あり」とされ、1936年（昭和11年）に学長を更迭された。後、宗門における職を一切辞し、自坊にもどり、宗門の戦争協力に従うことはなかった。
1945年（昭和20年）に大谷大学名誉教授の称号を受けた翌年、自坊にて示寂。

## 関連書籍
- 亀谷聖馨、河野法雲『華嚴發達史』名教學會、東京、1913年7月28日。doi:10.11501/943440。全国書誌番号:43012260。
- 河野法雲『華嚴五經章講義』法藏館、京都、1913年。doi:10.11501/943448。全国書誌番号:43012268。
- 河野法雲「四天王と六齋日」『佛教研究』第2巻第3号、大谷大學佛教研究會、京都、1921年7月、78-91頁、doi:10.11501/2216202、ISSN 0913235X、全国書誌番号:00052592。
- 河野法雲『眞宗の神祇觀』法藏館、京都、1930年。doi:10.11501/1918284。全国書誌番号:54014282。
  - 赤松徹眞 編「真宗の神祇観」『近代真宗者の「神社問題」論説集成』 6巻（編集復刻版）、三人社、京都、2020年5月（原著1930年8月）。ISBN 9784866912257。全国書誌番号:23384102。
- 河野法雲『佛説阿彌陀經講義』安居事務所、京都、1932年7月10日。doi:10.11501/1102612。全国書誌番号:44039864。
- 河野法雲「華嚴經講義」『大蔵經講座』 4巻、東方書院、東京、1933年7月。全国書誌番号:47025428。
  - 河野法雲「華嚴經講義」『大蔵經講座』 4巻（複製限定版）、名著出版、東京、1976年4月（原著1933年7月）。全国書誌番号:74012781。
  - 河野法雲『華厳経経典解説』（新装版）名著出版、大阪、2018年7月（原著1933年7月）。ISBN 9784626018106。全国書誌番号:23337941。
- 河野法雲『佛説阿彌陀經講義』安居事務所、京都、1933年7月10日。doi:10.11501/1032966。全国書誌番号:44018160。
- 河野法雲『安樂集講録撮要』安居事務所、京都、1933年7月。doi:10.11501/1186576。全国書誌番号:46077153。
- 河野法雲 著「聖武天皇の大佛建立」、眞宗各派協和會 編『日本精神と佛教論纂』文化時報社出版部、京都、1934年、83-96頁。doi:10.11501/1213244。全国書誌番号:47014442。
- 河野法雲，菅原時保『華嚴經・圓覺經講義』佛教聖典講義刊行會、東京〈教聖典講義大系〉、1934年11月。 NCID BA58749714。
- 河野法雲『現生不退論』丁子屋書店、京都、1935年7月3日。doi:10.11501/1097587。全国書誌番号:47014442。
- 西村七兵衞『眞宗辭典』河野法雲，雲山竜珠、法藏館、京都、1935年6月。doi:10.11501/1234111。ISBN 4831870129。全国書誌番号:47002706。
  - 西村七兵衞『眞宗辭典』河野法雲，雲山竜珠（改訂第3版）、法藏館、京都、1952年11月（原著1935年6月）。
  - 西村明『眞宗辭典』河野法雲，雲山竜珠（新装版）、法藏館、京都、1994年6月（原著1935年6月）。ISBN 4831870129。全国書誌番号:20660748。
- 河野法雲「宗祖聖人の神祇観」『眞宗』第408号、大谷派宗務所社會課、京都、1935年10月、全国書誌番号:00012179。
- 河野法雲『第十八願文講義』丁子屋書店、京都、1938年8月20日。doi:10.11501/1025744。全国書誌番号:44005971。
- 河野法雲「支那華嚴列祖の弘化」『日華佛教研究會年報』日華佛教研究會、京都〈第3年〉、1938年9月15日、232-239頁。doi:10.11501/1073996。全国書誌番号:46067848。
- 河野法雲「支那華嚴列祖の弘化（其の二）」『日華佛教研究會年報』日華佛教研究會、京都〈第4年〉、1940年10月5日、93-109頁。doi:10.11501/1073998。全国書誌番号:46067848。